# أويراس دو بارا
أويراس دو بارا بلدية في ولاية بارا في المنطقة الشمالية من البرازيل.